# Бакинська конка

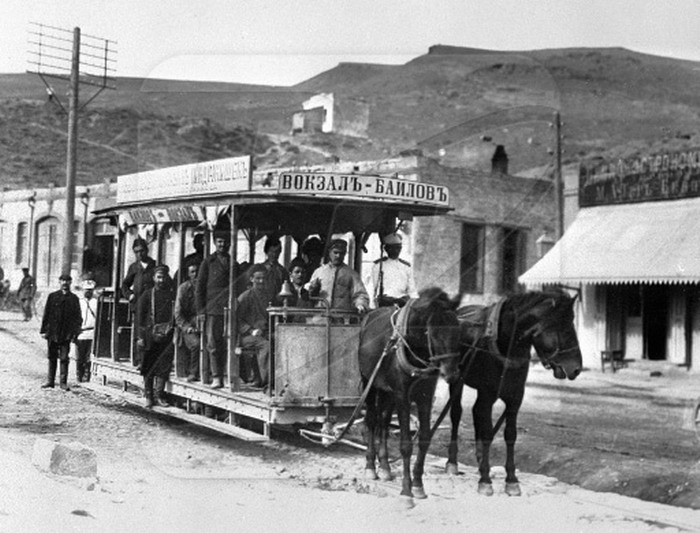
Бакинська конка 1900 р.

Бакинська конка — мережа міського трамваю на кінній тязі в місті Баку.

## Історія
1887 року бакинський мільйонер Гаджи Зейналабдін Тагієв разом з п'ятьма іншими меценатами створив Акціонерне товариство кінно-залізних доріг. Бакинська конка відкрила рух 7 (19) квітня 1889 року. Першим директором-розпорядником був Г. З. А. Тагієв, управителем конки її будівельник Б. А. Ротульд (до 1 грудня 1890 р., потім управителем став Л. М. Рижанський). Ширина колії 1524 мм В перший же рік виручка склала близько 52 тисяч рублів. 18 січня 1893 року Бакинською міською управою видано «Обов'язкові постанови з експлуатації кінно-залізних доріг у м. Баку».
Закрита 1 жовтня 1923 року з передачею більшої частини ліній конки новозаснованій трамвайній мережі міста Баку.

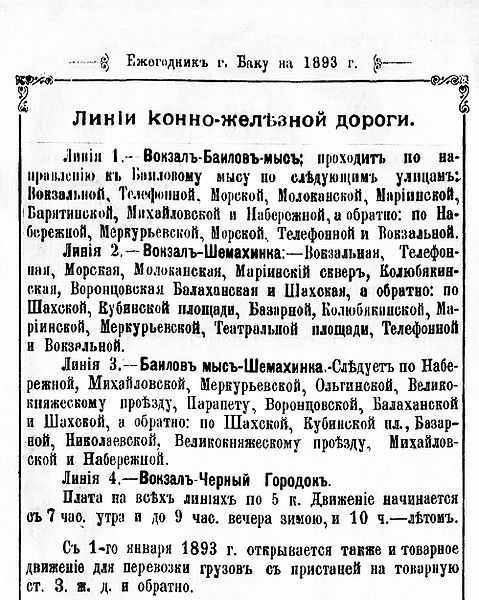
Маршрути кінно-залізної дороги в Баку.

## Маршрут
Мережа конки складалася з кількох самостійних ліній: Лінія Вокзал — Баїлов: Вокзал, Вокзальна площа, Телефонна, Морська, Молоканська, Маріїнська, Барятинська, Михайлівська, Набережна, Михайлівський сад (пересадка), Баїлов (до Нагірної частини). Зворотний напрямок: Михайлівський сад (пересадка), Набережна, Михайлівська, Меркур'ївська, Морська, Телефонна, Вокзальна площа, Вокзал.
Лінія Вокзал — Шемахінка: Вокзал, Вокзальна площа, Телефонна, Морська, Молоканська, Колюбакінська, Воронцовська, Балаханська, Шахська, Шемахінка (до Нагірної частини). Назад: Шемахінка, Базарна, Колюбакінська, Маріїнська, Меркур'ївська, Морська, Телефонна, Вокзальна площа, Вокзал.
Лінія Шемахінка — Баїлов: Шемахінка, Базарна, Колюбакінська, Парапет, Великокнязівський проспект, Михайлівська, Набережна, Михайлівський сад, (пересадка), Баїлов (до Нагірної частини). Назад: Баїлов, Михайлівський сад (пересадка), Набережна, Ольгінська, Великокнязівський проспект, Парапет, Колюбакінська, Воронцовська, Шемахінка.
Лінія Балаханська: Шемахінка, Балаханська, Сабунчинський вокзал, Вокзальна площа. Назад — той самий напрямок.
Лінія — Вокзал — Чорне місто: Вокзальна площа, Телефонна, до заводу Бр. Нобелів. Назад — той самий напрямок.
1901 року конка включала 4 лінії міської мережі, 1 лінію — в Чорне місто, а також вантажні лінії на деякі пристані і залізничну станцію Баку-товарна. Міська мережа конки, а також Чорноміська лінія, яка перший час після побудови працювала на паровій тязі, але потім, через кілька років, також перейшла на кінну тягу, була передана Бакинському (електричному) трамваю 1924 року.

## Галерея

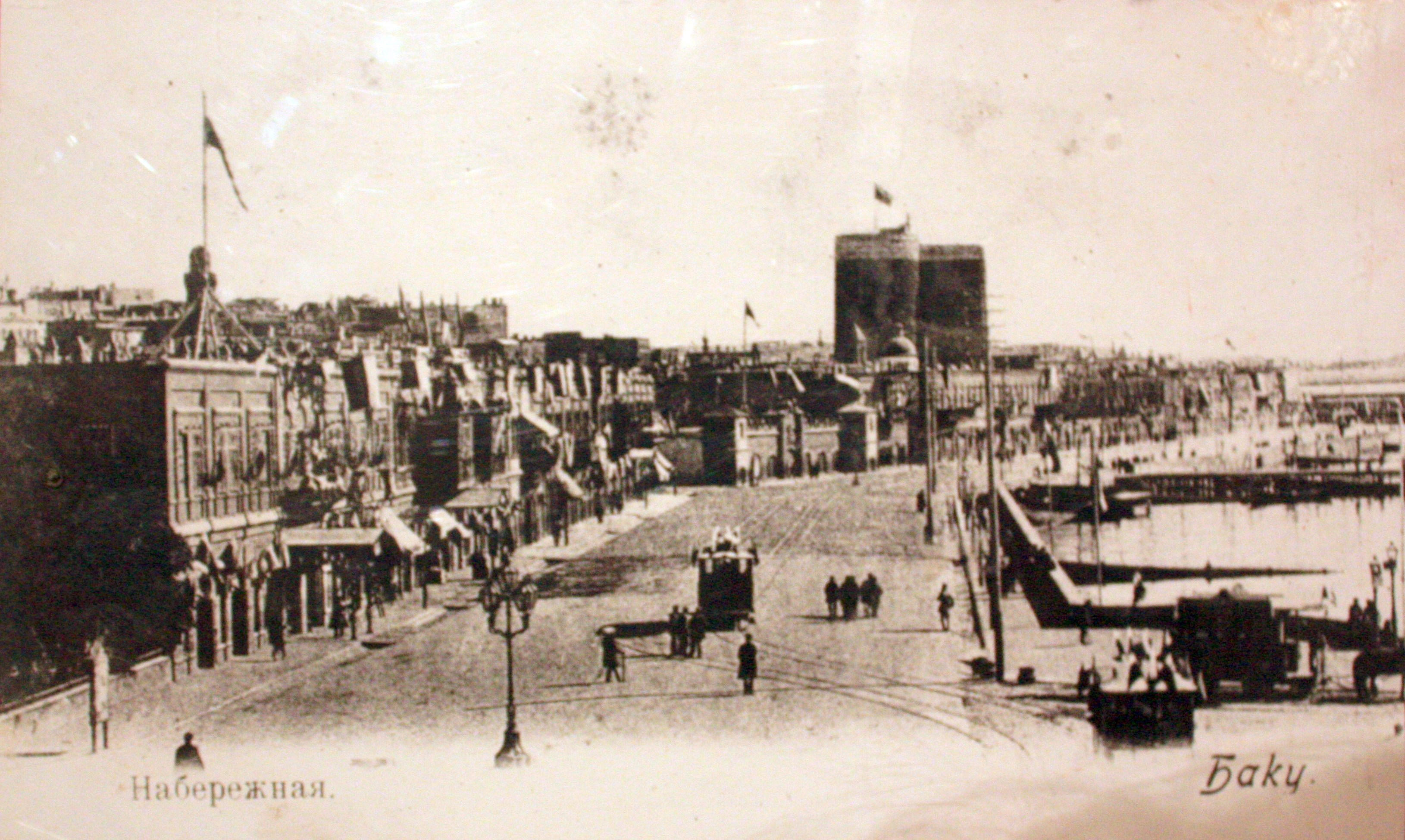
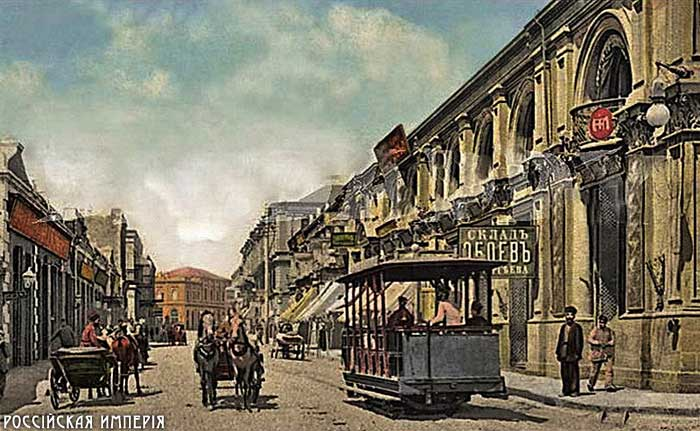
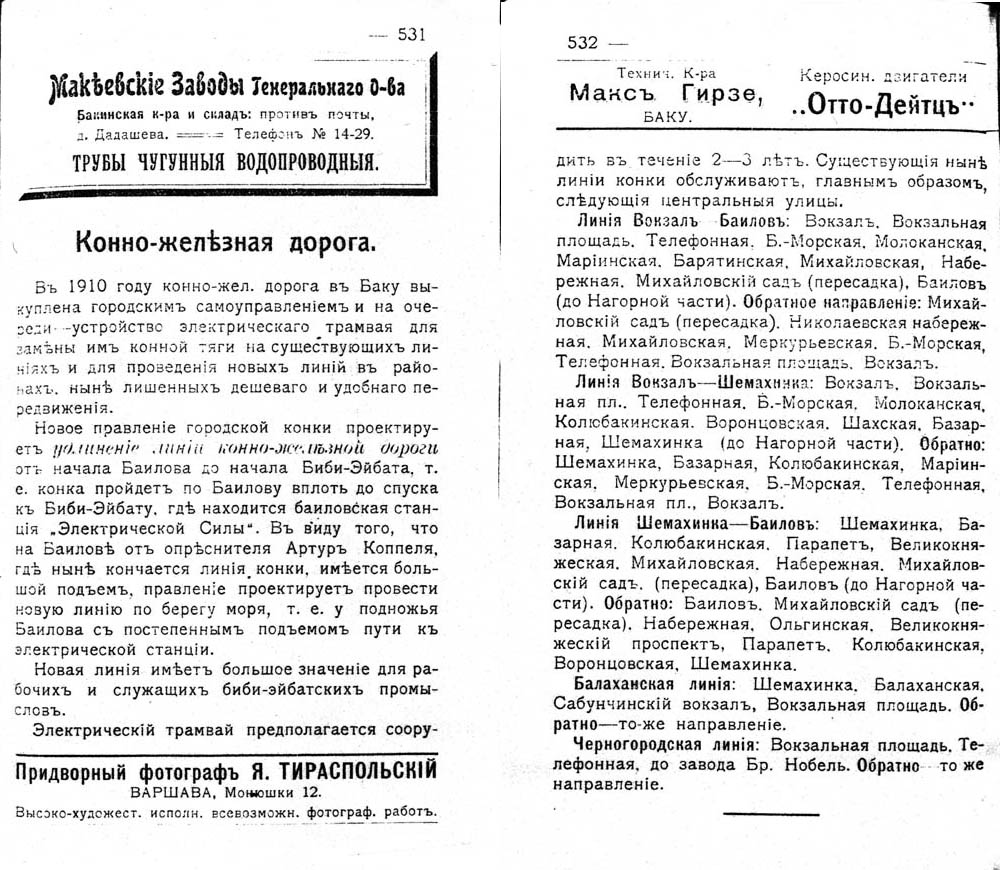
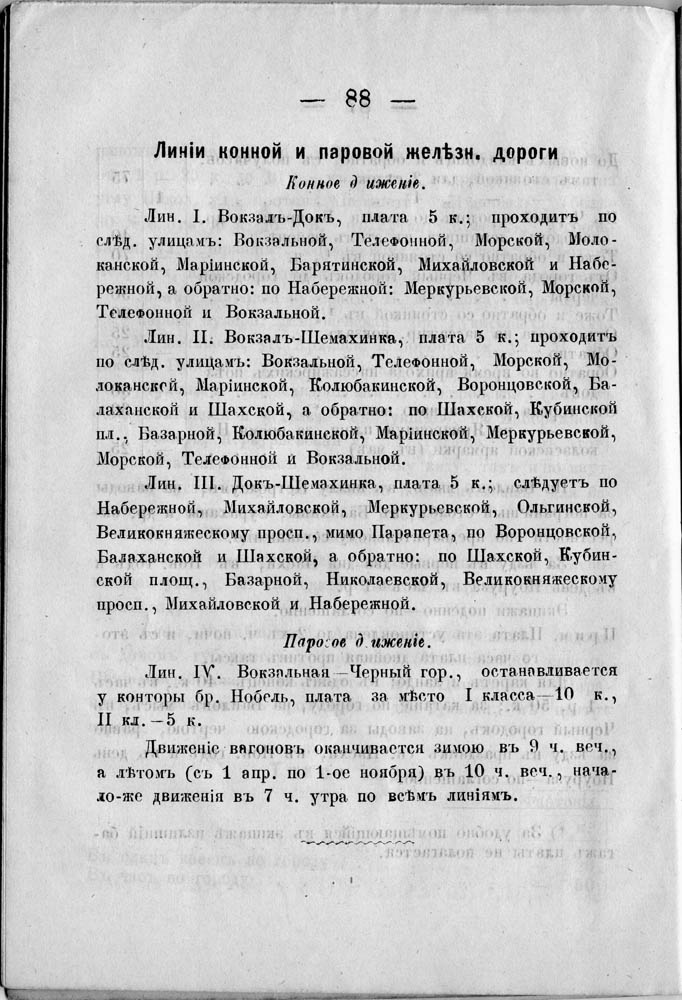
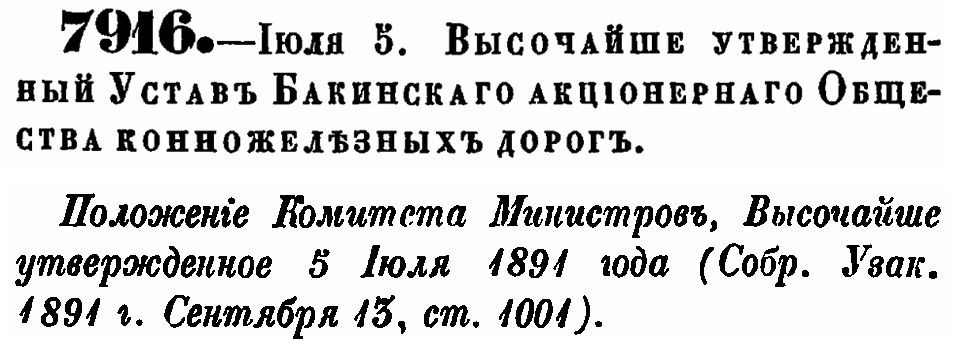
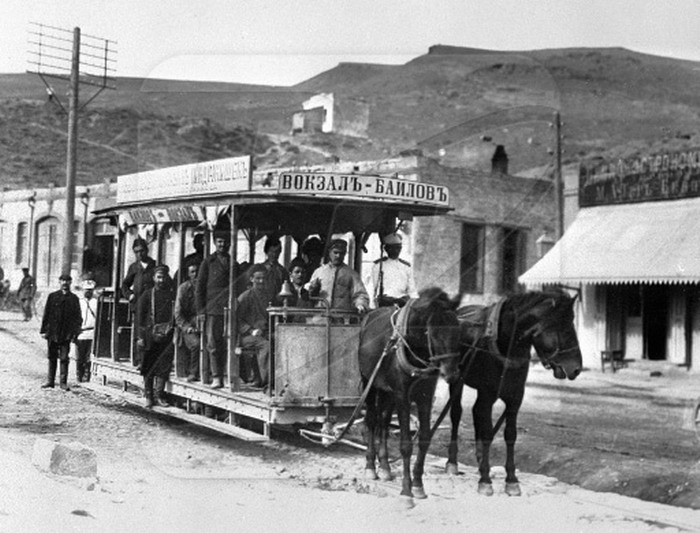

## Експлуатація
Існувало два типи конки — літня і зимова. Двоє коней тягнули вагон з пасажирами, а на підйомі, форейтори (зазвичай хлопчики-підлітки) впрягали третього коня і допомагали подолати важке місце, потім на рівній ділянці випрягали додаткових коней. Взимку всі вікна були наглухо зачинені, а влітку відкриті навстіж, що часто призводило або до випадання пасажирів або до потрапляння сторонніх предметів у вагон. Бакинська конка була однією з небагатьох конок в царській Росії, в якій було заборонено куріння. Екіпаж складався з кучера і кондуктора. Оплата за проїзд у новому вагоні становила 5 копійок, у відкритому вагоні або ж на даху — 3 копійки.

## Це цікаво
Один з бакинських гочу (шибайголова, найманий вбивця) тримав козу. Коза з ранку до вечора блукала по Базарній вулиці, по Губа-мейдани, по Шемахінській дорозі, потикалася в крамниці, закусочні, перекидала лотки, їла, що хотіла, валялася, де попало, і ніхто не чіпав її зі страху перед господарем. Побачивши козу, люди сахалися вбік, намагалися перейти на іншу частину вулиці — від гріха подалі. Коза стала місцевою знаменитістю. Народився навіть крилатий вислів: «коза гочу». Так досі називають того, хто веде себе нахабно і некеровано, відчуваючи за спиною грізну опору. Коза від'їлася, стала величезною, — не коза, а телиця. Одного разу вона розтягнулася прямо на рейках конки, і ніхто не смів її потривожити. Вагони конки зупинялися один за іншим. Незабаром почалося справжнє стовпотворіння. Кучери та кондуктори стояли в шанобливому віддаленні, чекаючи, коли коза гочу зволить звільнити колію. До юрми підійшов городовий і, дізнавшись, у чому справа, щосили штовхнув носком чобота під жирні ребра тварини. Коза, очманіло мекнувши, кинулася навтьоки.